# Heart of the West
Heart of the West è un film del 1936 diretto da Howard Bretherton.
È un western statunitense con William Boyd, James Ellison, George 'Gabby' Hayes, Sidney Blackmer e Lynn Gabriel. Fa parte della serie di film western incentrati sul personaggio di Hopalong Cassidy (interpretato da Boyd) creato nel 1904 dallo scrittore Clarence E. Mulford. È basato sul romanzo del 1932 Mesquite Jenkins, Tumbleweed di Mulford.

## Produzione
Il film, diretto da Howard Bretherton su una sceneggiatura di Doris Schroeder e un soggetto di Clarence E. Mulford, fu prodotto da Harry Sherman. tramite la Harry Sherman Productions e girato a Kernville e nei Prudential Studios, in California. Il brano della colonna sonora Heart of the West fu composto da Sam Coslow e Victor Young.

## Distribuzione
Il film fu distribuito negli Stati Uniti dal 24 febbraio 1936 al cinema dalla Paramount Pictures.
Altre distribuzioni:
- in Svezia il 26 dicembre 1936 (Bakhållet vid Black Valley)
- in Finlandia il 18 aprile 1937 (Mustan solan väijytys)
- in Belgio (Coeur de l'Ouest)
- in Brasile (Corações Errantes)

## Promozione
Le tagline sono:
- Hopalong Cassidy plunges into another adventure !
- Cassidy crashes thru with another thrilling adventure!